# Centrale nucléaire de Limerick
La centrale nucléaire de Limerick est située sur le bord de la rivière Schuylkill dans le district de Limerick du comté de Montgomery en Pennsylvanie, au nord ouest de Philadelphie, sur un terrain de 4,4 km2.

## Description
La centrale est équipée de deux réacteurs à eau bouillante (REB) de conception General Electric refroidis par des tours de refroidissement :
- Limerick 1, de 1134 MWe, mis en service en 1985,
- Limerick 2, de 1134 MWe, mis en service en 1989.

Les tours de refroidissement sont des tours à circulation naturelle d'une conception particulière qui ont été conçues par The Marley Company of Mission, Kansas.
C'est la "Philadelphia Electric Company (PECO)" qui possède et qui exploite cette centrale. PECO fait partie dorénavant de la Holding de la "Exelon" qui possède également la "Commonwealth Edison". 

L'exploitant PECO exploite aussi la centrale nucléaire de Peach Bottom située sur la rivière Susquehanna au sud de Harrisburg. 